# Volkshaus (Lwiw)

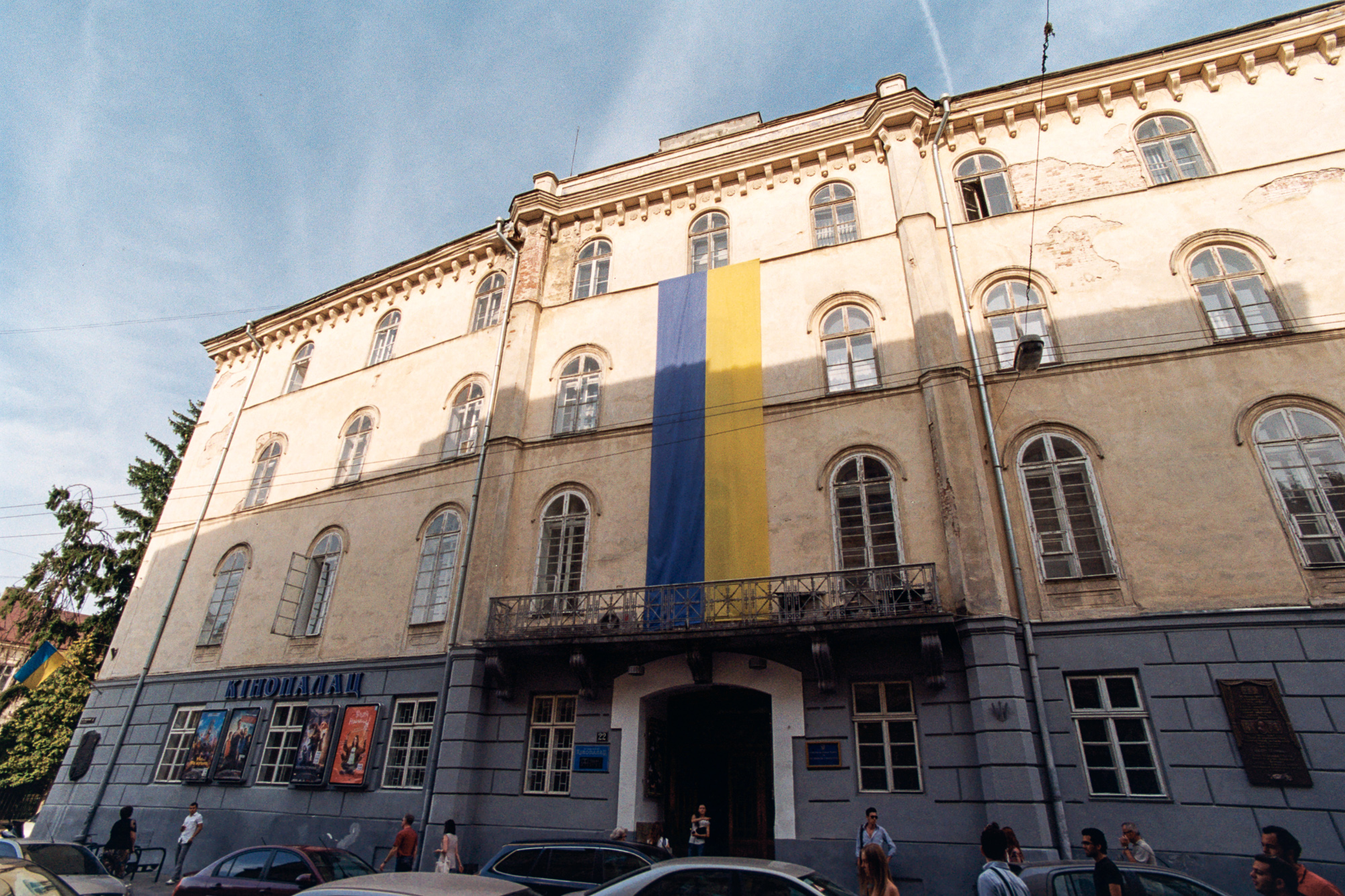
Volkshaus (2015)

Das Volkshaus (ukrainisch Народний Дім) ist ein Kulturzentrum in Lwiw.

## Geschichte
Unter dem Eindruck der Revolutionen 1848/1849 gründete der Ruthenische Hauptrat 1849 die Institution namens Ruthenisches Volksinstitut „Volkshaus“ mit dem Ziel, das ukrainische nationale und kulturelle Leben in Galizien zu entwickeln. Die österreichische Regierung gewährte ein Grundstück am Standort der ausgebrannten Ruinen einer Universität, auf dem das durch private Spenden finanzierte Gebäude von 1851 bis 1864 errichtet wurde. Franz Joseph I. legte persönlich den Grundstein für den Bau. Es war die älteste und reichste ukrainische Kultur- und Bildungseinrichtung in Galizien. Zu seinem Vermögen gehörten mehrere Gebäude und eine Kirche in Lwiw, zwei Dörfer im Bezirk Przemyśl, ein Museum, eine Bibliothek und ein Verlag. Das Lwiwer Volkshaus war ein institutionelles Vorbild für andere Volkshäuser, die in Galizien und andern ukrainischen Gebieten etabliert wurden. Das Gebäude hat architektonische Eigenschaften des Klassizismus und des Biedermeier.
Das Volkshaus war ein organisatorisches Zentrum für verschiedene Organisationen und Anliegen, wie den Verein Halyzko-Ruska matyzja (Galizisch-Ruthenisches Mutterland), der kulturell-pädagogische Arbeit leistete und Schulbücher herausgab. Bis in die 1860er Jahre wurde die Arbeit im Volkshaus im konservativen und klerikal gesinnten Geist der Altruthenen geführt. Sie waren eine sozialpolitische Strömung, die in der Mitte des 19. Jahrhunderts in Galizien vorherrschend war. Die Organisation wurde von einer Kommission geleitet, die vom Ruthenischen Hauptrat eingesetzt worden war. Die Leitung des Volkshauses übernahmen dann die Russophilen, die 1872 eine neue Verfassung verabschiedeten. Ukrainophile kulturelle und politische Personen wurden von der Mitgliedschaft im Volkshaus ausgeschlossen und die Institution hörte praktisch auf, sich für die ukrainischen Nationalinteressen einzusetzen.
Im Volkshaus wurden auch Bankette und Jubiläumsfeiern abgehalten. Die erste Aufführung des Theaters der Ruthenischen Konversationsgesellschaft fand am 29. März 1864 im Volkshaus statt.
Nach Ausbruch des Ersten Weltkriegs verbot die österreichische Regierung die Tätigkeit des Volkshauses, liquidierte es 1917 und stellte sein Vermögen unter die Kontrolle einer Gruppe von Treuhändern. Während Lwiw zu Polen gehörte wurden die Treuhänder durch einen Kommissar ersetzt, der das Volkshaus einer Gruppe konservativer, dem polnischen Staat gegenüber loyaler Russophiler übergab.
Ein Großteil der Aktivitäten des Volkshauses bestand seit etwa 1900 in der Unterhaltung eines Museums und eines Archivs. Bis 1924 hatte es eine Bibliothek mit etwa 120.000 Objekten und ein historisches und naturwissenschaftliches Museum etabliert. Ein Teil der Bibliothek wurde während des Ersten Weltkriegs nach Russland transportiert und nie zurückgebracht. 1918 ging die numismatische Sammlung verloren. Die offizielle Publikation des Volkshauses hieß Wistnyk Narodnoho doma (Herold des Volkshauses), die von 1882 bis 1914 monatlich und ab 1921 unregelmäßig gedruckt wurde. Die Publikation enthielt neben internen Organisationsnachrichten auch wissenschaftliche Artikel und Essays aus russophiler Sicht. Die Institution wurde 1939 nach der sowjetischen Besetzung Ostpolens liquidiert und seine Sammlungen in die Nationale wissenschaftliche Stefanyk-Bibliothek der Ukraine und in verschiedene Museen in Lwiw überführt. Ab dem 1. September 1944 wurde das Gebäude zum Sitz der Offiziere des Militärbezirks Lwiw.
Durch den Beschluss des Regionalexekutivkomitees Lwiws Nr. 381 vom 5. Juli 1985 wurde das Gebäude des Volkshauses im Register der örtlichen Denkmäler eingetragen. Heute sind hier ein Kino, Gastronomiebetriebe und Tanzstudios untergebracht.